# Ignacy Kahane
Ignacy Kahane (zm. 1875) – lekarz, działacz społeczny i polityczny.

## Życiorys
Był narodowości żydowskiej i w latach 30. był związany z miejscowością Ratzersdorf. Miał synów Maurycego (1836-1896), Filipa (1838-1915), Leona (zm. 1864), Zygmunta (1846-1889) oraz córkę Ludwikę (w pierwszej dekadzie XX wieku w stanie panieńskim członkini sanockiego gniazda Polskiego Towarzystwa Gimnastycznego „Sokół” (1890, 1891)). Wraz z rodziną przeprowadził się do Sanoka pod zaborem austriackim, gdzie około 1857 podjął pracę w charakterze lekarza felczera (niem. Wundarzt) w cyrkule sanockim. Po założeniu szpitala dla chorych w Sanoku 1 sierpnia 1857 zarządcami tegoż byli jego synowie: od początku do około 1860 Filip, a od około 1860 do około 1862 Maurycy. Po wybuchu powstania styczniowego w 1863 jego synowie ochotniczo przystąpili do walk po stronie polskiej (Maurycy i Filip odnieśli ranę, a drugiego z nich wiosną 1863 Ignacy wraz żoną i córką Ludwiką odwiedzili w szpitalu w Tarnowie, zaś trzeci syn Leon poległ w 1864). W kolejnych latach Ignacy Kahane figurował jako felczer w Sanoku, od około 1869 w polskiej nomenklaturze wymieniany w grupie chirurgów do około 1875.
Udzielał się w życiu społecznym i politycznym. Po ustanowieniu autonomii galicyjskiej jako lekarz prywatny 10 października 1867 został wybrany członkiem Rady c. k. powiatu sanockiego, wybrany z grupy gmin miejskich i do 1870 pełnił funkcję zastępcy członka wydziału powiatowego. Jednocześnie został wybrany radnym miejskim w Sanoku w 1867 i trafił do pracy w IV sekcji radnych. Po trzecich z kolei wyborach na pierwszym posiedzeniu nowo wybranej Rady 20 sierpnia 1872 pełnił funkcję przewodniczącego jako najstarszy wiekiem radny (mandat radnego pełnił co najmniej do 1874. Władze miasta 30 czerwca 1874 zawarły z nim układ o wynajęciu w jego domu czterech izb dla czterech klas na potrzeby szkoły panieńskiej (wzgl. żeńskiej). Zmarł w 1875, a jego pamięć uczczono na posiedzeniu Rady Miejskiej w Sanoku 21 czerwca 1875.
W 1859 rodzinę Kahane odwiedził i poznał w Sanoku późniejszy pułkownik powstania styczniowego Karol Kalita ps. „Rębajło”, któremu Leon Kahane w 1864 uratował życie sam odnosząc śmiertelne rany. W swoich wspomnieniach z 1913 były dowódca fragment swoich wspomnień zakończył słowami: „Cześć tej zacnej polskiej rodzinie”.